# Zielona (hromada Buczacz)
Zielona (ukr. Зелена, Zełena) – wieś na Ukrainie, w obwodzie tarnopolskim, w rejonie czortkowskim.

## Historia
Wieś wchodziła w skład klucza buczackiego, właścicielem którego był starosta kaniowski Mikołaj Bazyli Potocki herbu Pilawa (Złota).
W 1914 moskiewscy Kozacy podpalili wieś i zastrzeli cztery osoby.
Po zakończeniu I wojny światowej, od listopada 1918 roku do lata 1919 roku Zielona znajdowała się w Zachodnioukraińskiej Republice Ludowej.

## Ludzie
- Jiljusz Wenne (zm. 27 czerwca 1931 w 32 roku życia) – polski nauczyciel[4]